# Lake Morton-Berrydale
Lake Morton-Berrydale – jednostka osadnicza w Stanach Zjednoczonych, w stanie Waszyngton, w hrabstwie King.